# Stade Lavallois 1978-1979
Questa voce raccoglie le informazioni riguardanti lo Stade Lavallois nelle competizioni ufficiali della stagione 1978-1979.

## Maglie e sponsor
Lo sponsor tecnico per la stagione 1978-1979 è Adidas, mentre lo sponsor ufficiale è Président.
| Manica sinistra · Manica sinistra · Maglietta · Maglietta · Manica destra · Manica destra · Pantaloncini · Calzettoni |

## Rosa
| N. |                    | Ruolo | Calciatore           |
| -- | ------------------ | ----- | -------------------- |
|    | Francia (bandiera) | P     | Jacky Lamy           |
|    | Francia (bandiera) | P     | Richard Nowacki      |
|    | Francia (bandiera) | P     | Jacky Rose           |
|    | Francia (bandiera) | P     | Jean-Pierre Tempet   |
|    | Francia (bandiera) | D     | Jean-Luc Arribart    |
|    | Francia (bandiera) | D     | Roger Bertin         |
|    | Francia (bandiera) | D     | Régis Durand         |
|    | Francia (bandiera) | D     | Hervé Gauthier       |
|    | Francia (bandiera) | D     | Jean-Marc Miton      |
|    | Francia (bandiera) | D     | Jacques Pérais       |
|    | Francia (bandiera) | D     | Bernard Simondi      |
|    | Francia (bandiera) | C     | Gérard Chesnin       |
|    | Francia (bandiera) | C     | Michel Cougé         |
|    | Francia (bandiera) | C     | Patrick Delamontagne |

| N. |                    | Ruolo | Calciatore           |
| -- | ------------------ | ----- | -------------------- |
|    | Francia (bandiera) | C     | Alain Desgages       |
|    | Francia (bandiera) | C     | Raymond Keruzoré     |
|    | Francia (bandiera) | C     | Eric Lhoste          |
|    | Francia (bandiera) | C     | Roger Marette        |
|    | Senegal (bandiera) | C     | Christophe Sagna     |
|    | Algeria (bandiera) | A     | Abdelmajid Bourebbou |
|    | Senegal (bandiera) | A     | Souleymane Camara    |
|    | Francia (bandiera) | A     | Christian Coste      |
|    | Francia (bandiera) | A     | Ange Di Caro         |
|    | Francia (bandiera) | A     | Jean-Marc Giachetti  |
|    | Francia (bandiera) | A     | Claude Le Roy        |
|    | Francia (bandiera) | A     | Pierre Lechantre     |
|    | Francia (bandiera) | A     | Stéphane Morillon    |
|    | Francia (bandiera) | A     | Christian Riboux     |

## Calciomercato

### Sessione estiva(da luglio a settembre)
| Acquisti | Acquisti             | Acquisti       | Acquisti |
| R.       | Nome                 | da             | Modalità |
| -------- | -------------------- | -------------- | -------- |
| P        | Jean-Pierre Tempet   | Lens           |          |
| D        | Jean-Luc Arribart    | Rennes         |          |
| D        | Jean-Marc Miton      | Stade Briochin |          |
| C        | Patrick Delamontagne | Rennes         |          |
| A        | Abdelmajid Bourebbou | Rouen          |          |
| A        | Christian Coste      | Stade Reims    |          |
| A        | Jean-Marc Giachetti  | Valenciennes   |          |

| Cessioni | Cessioni              | Cessioni           | Cessioni      |
| R.       | Nome                  | a                  | Modalità      |
| -------- | --------------------- | ------------------ | ------------- |
| D        | Claude Coumba\|       | Laval 2            |               |
| D        | Lionel Lamy           |                    | fine carriera |
| D        | César Laraignée       | Olympique Avignone |               |
| D        | Jacques Lhuissier     | Laval 2            |               |
| D        | Christian Roque       | Auxerre            |               |
| C        | François Cardon       | Laval 2            |               |
| C        | Patrick Dréano        | Le Mans            |               |
| C        | Jean-Willy Laurendeau |                    |               |
| A        | Joaquín Martínez      | Olympique Avignone |               |

### Fuori mercato
| Acquisti | Acquisti     | Acquisti    | Acquisti |
| R.       | Nome         | da          | Modalità |
| -------- | ------------ | ----------- | -------- |
| D        | Régis Durand | Stade Reims |          |

| Cessioni | Cessioni          | Cessioni    | Cessioni |
| R.       | Nome              | a           | Modalità |
| -------- | ----------------- | ----------- | -------- |
| A        | Souleymane Camara | Stade Reims |          |
| A        | Ange Di Caro      | Stade Reims |          |